# Raketentechnik
Unter Raketentechnik versteht man alle Kenntnisse, Materialien, Verfahren und Vorgänge, die zum erfolgreichen Bau, Start und Betrieb von Raketen beitragen.

## Geschichte
Hauptartikel: Anfänge des Raketenbaus
Erste Nachweise zur Technik einer Drei-Stufen-Rakete aus der Zeit zwischen 1529 und 1556 gehen auf Conrad Haas zurück. Der Waffenkonstrukteur Casimir Simienowicz hinterließ mit seinem Werk Ars magna artilleriae pars prima von 1650 die nächste bekannte Beschreibung zu dreistufiger Raketentechnik.
Nach dem Zweiten Weltkrieg sicherten sich die USA und die Sowjetunion große Teile des deutschen Raketen-Know-hows. Die USA beschleunigten gegen Ende des Krieges ihren Vormarsch, um vor der Roten Armee bestimmte Orte zu erreichen.

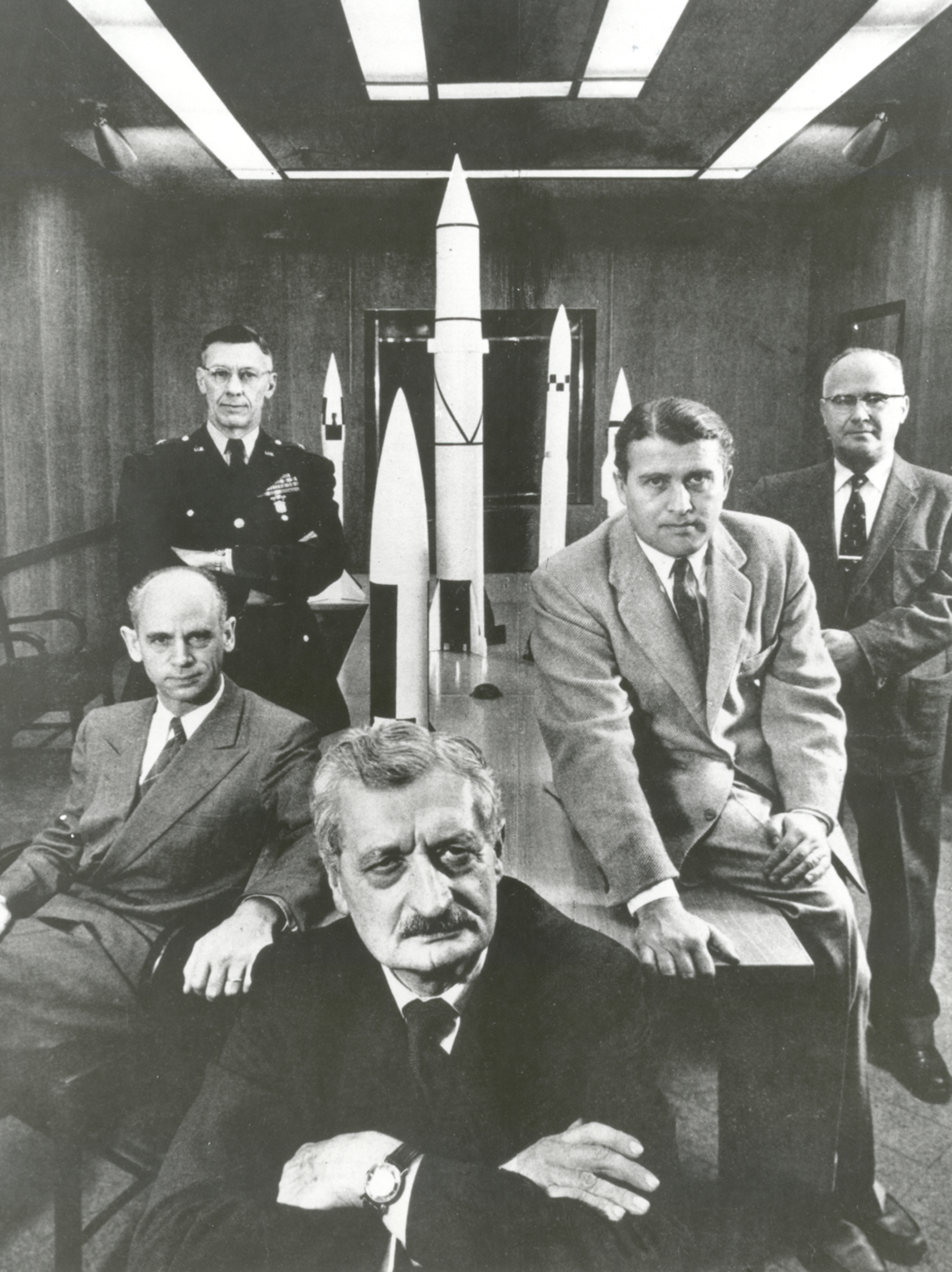
Raketen- und Raumfahrtpioniere Ernst Stuhlinger (sitzend links), Herman Oberth (Mitte vorne), Wernher von Braun (auf Tisch sitzend), sowie General H. N. Toftoy (links hinten stehend) und Robert Lusser (rechts hinten stehend) in Huntsville, Alabama 1956 als Teil der U.S. Army Ballistic Missile Agency.

Zum Beispiel besetzten am 11. April 1945 Soldaten der US-Armee die Produktionsstätten in Bleicherode, das Mittelwerk. Einhundert A4-Raketen wurden in die USA abtransportiert; sie bildeten die Grundlage des dortigen Raketenprogramms.
Wenige Tage vorher hatten sich die Raketenpioniere um Wernher von Braun und General Walter Dornberger nach Süddeutschland in Hotels und Kasernen in der Umgebung von Oberammergau eingefunden, um den sowjetischen Besatzern zu entgehen. Nach der Besetzung Oberbayerns durch amerikanische Truppen kontaktierte der englischsprechende Bruder Magnus von Braun die Amerikaner. Noch zu Kriegszeiten wurden in der Aktion Operation Overcast gezielt deutsche Wissenschaftler gesucht, um sich ihres Wissens bemächtigen zu können. Am 2. Mai 1945 stellte sich von Braun zusammen mit einigen Wissenschaftlern aus seinem Team den US-Streitkräften in Oberjoch.
Wernher von Braun wurde von den Amerikanern im Winter 1945/1946 in Bad Kissingen untergebracht, das Standort der Operation Overcast war und wo sich viele Wissenschaftler aus Peenemünde aufhielten. Im Frühjahr 1946 wurden die Wissenschaftler in die USA gebracht, nachdem schon 1945 mehr als hundert Raketen-Entwickler im Rahmen der Operation Overcast (seit März 1946 Operation Paperclip genannt) in die USA verschifft worden waren. Auch Walter Dornberger vom Heereswaffenamt fand 1947 dort einen neuen Wirkungskreis. Von Braun arbeitete zunächst in Fort Bliss (Texas), unter der Aufsicht von US-Truppen, und leitete ab 1950 in Huntsville (Alabama) ein Team von mehr als hundert Entwicklern für die US-Armee.
Die Entwicklung der Lenkflugkörper fand damals zuerst am Redstone Arsenal statt. Der Übergang von Flüssig- zu Feststoffraketentriebwerk wurde von General Edward N. Hall vorangetrieben. Unter Direktion von Bernard Schriever wurde das nukleare Raketenarsenal (Interkontinentalraketen) von Amerika aufgebaut. Aus Redstone kam auch das anti-ballistische Abwehrsystem Nike.
Im Oktober 1946 wurden mehr als 2000 Ingenieure mit ihren Familien aus der SBZ in die Sowjetunion verschleppt („Aktion Ossawakim“), um an militärischen Entwicklungen (Kerntechnik und Raketentechnik) mitzuarbeiten und wissenschaftliche Errungenschaften preiszugeben.

## Technische Erfordernisse im Raketenbau

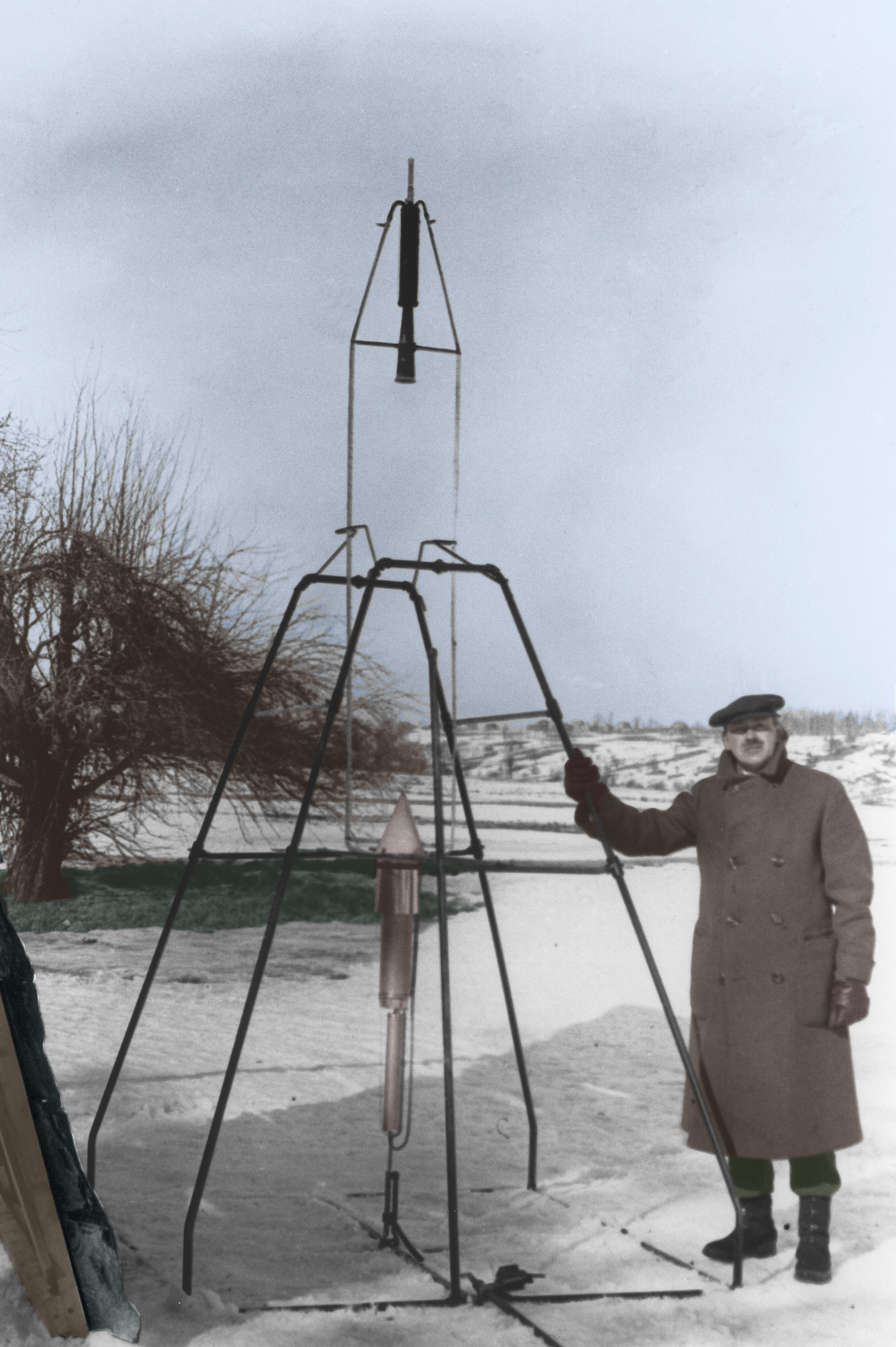
Robert Goddard, neben der ersten Rakete mit Flüssigbrennstoff. (1926)

Anders als Flugzeuge sind Raketen auch außerhalb der Erdatmosphäre einsetzbar. Sie benötigen weder den Auftrieb der Luft noch ihren Sauerstoff, sondern führen alle zum Antrieb nötigen Substanzen in fester oder flüssiger Form mit. Wegen der nötigen Tanks, Leitungen und Pumpen sind sie allerdings auch anfälliger für Störungen, was lange Entwicklungszeiten und hohe Kosten bedeutet. Auch die Steuerung ist aufwendiger als in der Luftfahrt.
Raketen arbeiten nach dem Prinzip des Rückstoßes durch Verbrennungsgase, der umso stärker ist, je mehr und schneller die Gase der Düse entströmen und je leichter die Raketenhülle ist. Andererseits braucht diese eine gewisse Festigkeit, weshalb günstige Massenverhältnisse (Start- zu Leermasse) nur mit extremer Leichtbauweise erzielbar sind. Die Ausströmgeschwindigkeit steigt mit der Temperatur in der Brennkammer – was die effektivsten Antriebe vor weitere technische Probleme stellt.
Zusammengefasst heißt das: Von der Gesamtmasse einer Rakete soll möglichst viel auf den möglichst explosiven Treibstoff entfallen und nur wenig auf die Raketenstruktur. Letztere muss dennoch stabil, betriebssicher und gut steuerbar bleiben. Diese widersprüchlichen Anforderungen stellen die Raketentechnik vor zahlreiche schwierige Herausforderungen.

## Auslegung und Art von Raketen
Die grundsätzliche Wahl der Raketenart(en) richtet sich nach Verwendungszweck und der Größe. Dabei unterscheidet man vor allem:
- Feuerwerkskörper, Modellraketen, Leucht-, Signalraketen, Rettungsraketen
- Antrieb von Fahrzeugen oder Flugzeugen – z. B. Raketenauto von Max Valier, Raketenflugzeuge X-15 und X-34
- Militärische Raketen:
  - Panzer-, Flugabwehr, kleine Raketenwaffen
  - Kurz- und Mittelstreckenraketen, Interkontinentalraketen
- Raketen für die Raumfahrt:
  - Forschungsraketen und Höhenforschungsraketen
  - Trägerraketen für Satelliten, Sonden und Raumschiffe
  - Booster,
  - Stufenraketen,
  - Steuerungs- und Bremsraketen,
  - Apogäumsmotor,
  - Rettungsraketen

## Entwurf von Raketenform und Antrieb
- Form und Struktur: Höhe(n), Durchmesser, Gewicht, Wandstärken, Versteifungen, Gestalt, Luftwiderstand, Stabilisierungsflossen
  - Raketenstufen: Anzahl, Massenverhältnis aller Stufen (Start-, Leergewicht), Nutzlast
- Brennkammer und Düse(n): Form, Anzahl und Stellung, Schubkraft, Wiederzündbarkeit
- Antriebsart (Raketenmotor):
  - Flüssigkeitsrakete bzw. Feststoffrakete, Ionenantrieb, Plasmatriebwerk …
  - Brennstoff bzw. Brennsatz, Oxydator/Sauerstoff, Beschaffbarkeit, Tankgrößen, Brenndauer, Durchfluss, Ausströmgeschwindigkeit, Steighöhe

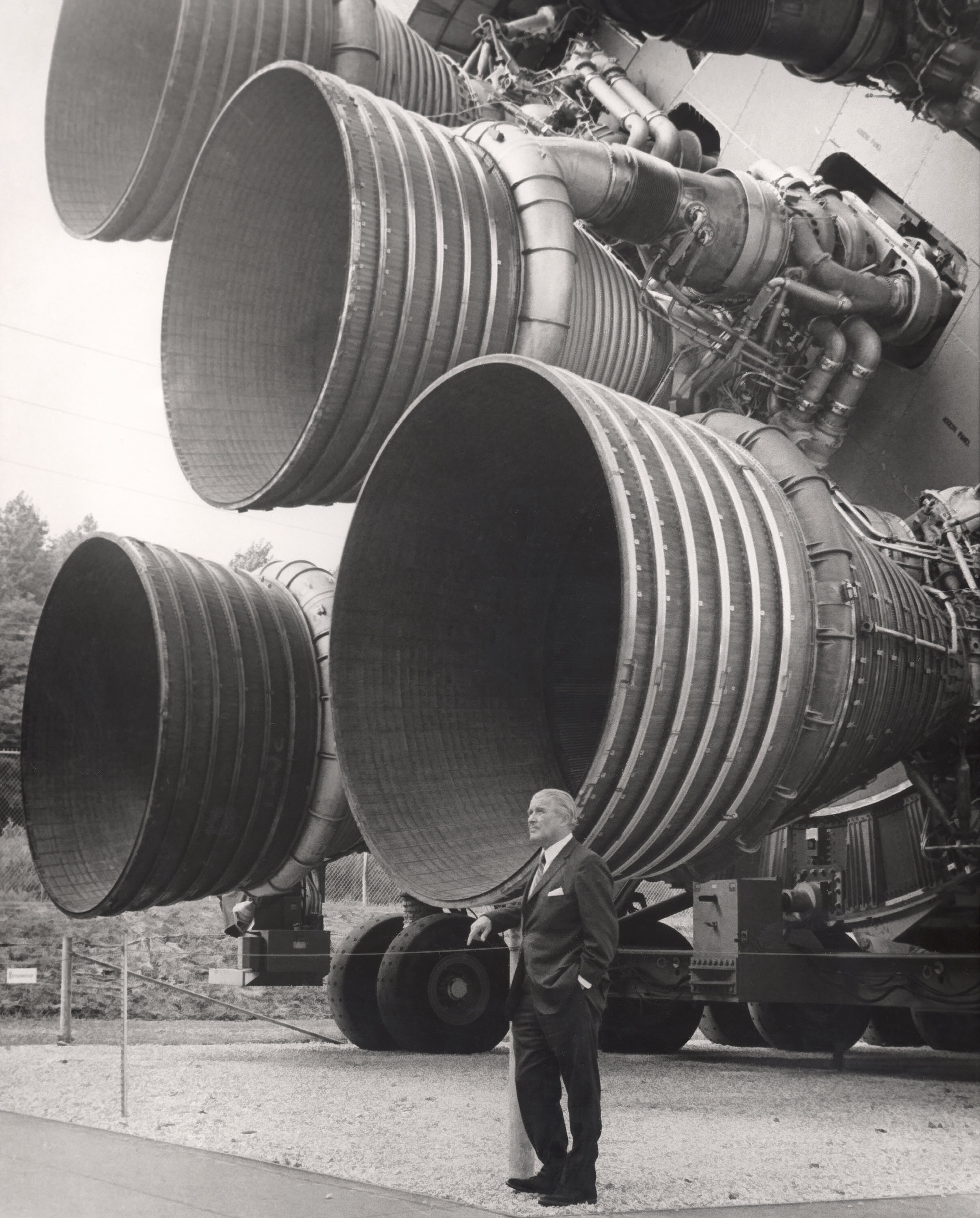
Wernher von Braun vor der ersten Stufe der Saturn-V-Rakete mit insgesamt fünf Rocketdyne F-1-Triebwerken

## Material, Haltbarkeit und Betrieb
- Materialien aller Teile (Metallurgie, Keramik, Faserverbundwerkstoffe) und deren Beständigkeit (gegen Temperatur, Druck, Feuchtigkeit, Beschleunigungen, Vibration, Gewichtsverteilung, Entladungen und Alterung). Diese Aspekte betreffen besonders:
  - Raketenhaut und Struktur, Tanks, Brennkammern, Nahtstellen und Verbindungsteile
  - Pumpen, Aggregate, Förderleitungen, Regelung, Hilfsaggregate, Steuerflächen, Sprengladungen usw.
  - Steuerung, Computer, Kreisel, Funkanlagen, Antennen, Versorgungs- und Stromkreise
- Zuverlässigkeit, Lebensdauer von Mechanik und Elektrik
  - Ausfallwahrscheinlichkeit einzeln/insgesamt, Reservesysteme
  - Standby, Stromverbrauch, Heizung/Kühlung, Telemetrie
  - Fehlerbehebung, Funkausfall, „Open End“, Sprengung, Verglühen
  - Landung, Bremsung, Sink/Gleitflug, Stabilität, eventueller Wiederstart

## Zuverlässigkeit und Fehlstarts
Die Zuverlässigkeit der Einzelkomponenten muss bei Raketen mit vielen tausend Einzelteilen bei über 99,999 Prozent liegen. Hier ist ein Optimum zwischen vielen widersprüchlichen Aspekten zu suchen, unter anderem
- zwischen Risiko, Kosten und Entwicklungszeit,
- zwischen Innovation, Bewährtem und aufwendigen Testläufen,
- Struktur, Haltbarkeit, Gewicht und Treibstoffverbrauch,
- Reservesysteme, Gewichtsanstieg und Energieverbrauch, und
- zwischen Fehlermeldungen, Steuerung und Autonomie.

Die Ausfallsquote verschiedener Raketentypen liegt meist im Bereich einiger Prozent. Vereinzelt kann sie auf 1–2 Fehlstarts pro 100 Starts gesenkt werden, wie bei der Delta-Serie. Hier wurden in 40 Jahren zahlreiche Varianten erprobt und schrittweise verbessert – von den ersten Typen (1960) über Delta I, II und III bis zu Delta IV.

### Fachbücher
- H. Seifert (Hrsg.): Space Technology. John Wiley & Sons, New York 1959 (englisch).
- Eric Burgess: Long-Range Ballistic Missiles. The Macmillan Company, 1962 (englisch, archive.org).
- Principles of Guided Missiles and Nuclear Weapons. Bureau of Naval Personnel, 1966 (englisch, archive.org).

- Brij N. Agrawal, Max F. Platzer (Hrsg.): Standard Handbook for Aerospace Engineers. McGraw-Hill Education and SAE International, New York, NY 2017, ISBN 978-1-259-58517-3 (englisch).
- George Paul Sutton, Oscar Biblarz: Rocket Propulsion Elements. 9th Auflage. John Wiley & Sons, Hoboken, NJ 2017, ISBN 978-1-118-75365-1 (englisch).[3]
- Ulrich Walter: Astronautics: The Physics of Space Flight. Springer International Publishing, Cham 2018, ISBN 978-3-319-74372-1, doi:10.1007/978-3-319-74373-8 (englisch).
- Roger R. Bate, Donald D. Mueller, Jerry E. White, William W. Saylor: Fundamentals of Astrodynamics. 2nd Auflage. Dover Publications, Mineola, NY 2020, ISBN 978-0-486-49704-4 (englisch, 2. Aufl. in SI-Einheiten).
- Eugene L. Fleeman: Missile Design Guide. American Institute of Aeronautics and Astronautics, Reston, VA 2022, ISBN 978-1-62410-618-7, doi:10.2514/4.106347 (englisch).

### Geschichte
- Dieter K. Huzel: Von Peenemünde nach Canaveral. Vision Verlag, Berlin 1994, ISBN 978-3-928787-04-8 (Originaltitel: op. cit. 1962.).
- Harry G. Stine: ICBM: The making of the weapon that changed the world. Orion Books, New York 1991, ISBN 0-517-56768-7 (englisch, archive.org).
- Boris Chertok: Rockets and People (in 4 Volumes). Hrsg.: Asif Siddiqi (= The NASA History Series. NASA SP-4110). NASA, 2005 (nasa.gov). (Kostenfreier Download)
- U.S. Army Center of Military History: History of Strategic and Ballistic Missle Defense Vol. 1+2. U.S. Army, 2009 (englisch, army.mil).
- Frank H. Winter: America’s First Rocket Company: Reaction Motors, Inc. American Institute of Aeronautics and Astronautics, Inc., Reston, VA 2017, ISBN 978-1-62410-441-1, doi:10.2514/4.104428 (englisch).

### Historisch und Klassiker
- Hermann Oberth: Die Rakete zu den Planetenräumen. Oldenbourg Wissenschaftsverlag, 2013, ISBN 978-3-486-74187-2, doi:10.1524/9783486747126 (Originaltitel: op. cit. 1923.).
- Heinz Mielke: Raketentechnik. VEB Verlag Technik, Berlin 1959.